# 1657
Năm 1657 AD (số La Mã: MDCLVII) là một năm thường bắt đầu vào thứ hai trong lịch Gregory (hoặc một năm thường bắt đầu vào thứ năm [1] của lịch Julius chậm hơn 10 ngày).

## Sự kiện

### Tháng 4
- Trịnh Tạc kế vị chúa Trịnh, hiệu Tây Vương.

### Tháng 5
- Ngày 25 và 26: chiến dịch Hộ Quốc Lĩnh tại Phúc Kiến.

## Mất
- Tháng 4: Trịnh Tráng.